# Río Herreros
El río Herreros es un río del sur de la península ibérica perteneciente a la cuenca hidrográfica del Guadalquivir, que discurre por el nordeste de la provincia de Jaén (España). 

## Curso
El Herreros nace en el término municipal de Génave, de la confluencia de varios arroyos que descienden de la sierra de Calderón. Realiza un recorrido de unos 24 km en dirección nordeste-suroeste hasta su desembocadura en el embalse del Guadalmena, donde confluye con el río Guadalmena.